# Dréan
Dréan är en ort i Algeriet.   Den ligger i provinsen Annaba, i den norra delen av landet, 400 km öster om huvudstaden Alger. Drean ligger 24 meter över havet och antalet invånare är 55 147.
Terrängen runt Drean är platt åt nordväst, men åt sydost är den kuperad. Runt Drean är det ganska tätbefolkat, med 139 invånare per kvadratkilometer. Närmaste större samhälle är Besbes, 8,8 km öster om Drean. == Kommentarer ==
1. ↑  Framräknat ur höjduppgifter (DEM 3") från Viewfinder Panoramas.[2] Mer om algoritmen finns här: Användare:Lsjbot/Algoritmer.
2. ↑  Framräknat ur variansen i alla höjduppgifter (DEM 3") från Viewfinder Panoramas, inom 10 km radie.[2] Mer om algoritmen finns här: Användare:Lsjbot/Algoritmer.